# Joachim Christian von Bandemer
Joachim Christian von Bandemer (* 19. November 1702 in Selesen; †  28. September 1764 in Sandau) war ein preußischer Generalmajor, Chef des Leibkarabinerregiments sowie Erbherr auf Selesen, Wendisch Silkow und Gambin.

## Leben

### Herkunft
Joachim Christian war der Sohn von Dietrich von Bandemer (* 1662 in Selesen; † 19. Juli 1731 ebenda) und dessen Ehefrau Anna Ernestina, geborene von Schmieden aus dem Hause Runow.

### Militärkarriere
Bandemer besuchte ab Juli 1717 das Kadettenhaus Berlin und wurde dann Ende Oktober 1720 Estandartenjunker im Regiment Gensdarmes der Preußischen Armee angestellt. Im Dezember 1722 wurde er Kornett und im November 172 Leutnant. Generalfeldmarschall von Natzmer machte Bandemer im August 1729 zu seinem Flügeladjutanten. Er begleitete ihn auch 1730 dann als Generaladjutant in das Feldlager bei Mühlberg. Im Jahr 1738 wurde er Rittmeister und erhielt im selben Jahr eine eigene Kompanie. 1741 war er im Lager bei Brandenburg. König Friedrich II. ernannte Bandemer am 1. Juni 1743 zum Major. Am 4. Juni 1745 kämpfte er bei Hohenfriedberg und am 3. September bei Soor, wo er an der Hand verwundet wurde, als eine Granate das Pferd unter ihm tötete. Am 16. September 1750 erfolgte seine Beförderung zum Oberstleutnant und am 22. September 1751 wurde er zum Kommandeur des Dragonerregiments „Holstein-Gottorp“ Nr. 9 ernannt. 1756 wurde er Oberst. Am 30. August 1757 in der Schlacht bei Groß-Jägersdorf wurde wieder sein Pferd erschossen. Nach der Schlacht zog er mit dem Korps des Generalleutnants Johann von Lehwaldt nach Pommern. Als der österreichische General Laudon die Neumark bedrohte, wurde Bandemer ihm entgegengeschickt. 1758 wurde er zur Alliierten Armee an die Westfront gegen die Franzosen abkommandiert. Während der Schlacht bei Krefeld wurde er am Kopf verwundet. Auch bei der Vertreibung der Franzosen aus ihrem Lager bei Soest konnte er sich auszeichnen. Im Januar 1759 versetzte ihn der König in das Leibkarabinerregiment, dessen Chef er wurde. Er begab sich zu dem Regiment nach Schlesien, wo es beim Heer des Königs stand. Im Jahr 1760 stand er unter dem Oberbefehl des Generals von Zieten. Mit ihm kämpfte er am 3. November 1760 in der Schlacht bei Liegnitz. Im Jahr 1761 rückte er gegen das Reichsheer vor und kämpfte am 29. Oktober in der Schlacht bei Freiberg.
Er verstarb an den Spätfolgen seiner in Krefeld zugezogenen Verwundung.

### Familie
Bandemer heiratete am 21. April 1738 in Berlin Katharina Charlotte Gräfin von Schlippenbach (* 1709; † 19. Dezember 1781 in Selesen). Sie war die Witwe des westfälischen Rittmeisters Franz Wilhelm von Krahn. Aus der Ehe gingen folgende Kinder hervor:
- Barbara Charlotte Johanna (* 8. April 1739 in Berlin) ⚭ Gustav Eberhard Freiherr von Greiffenpfeil († 1775)[2]
- Anna Dorothea Christiane (* 1. September 1741 in Selesen) ⚭ Karl Ludwig von Bredow, preußischer Rittmeister im Leibkarabienerregiment
- Georg Carl Dietrich (* 11. Dezember 1743 in Berlin), preußischer Oberstleutnant a. D.
- Detlef Ludwig Otto (* 4. Juni 1746 in Berlin; † 10. September 1799), Oberforstmeister ⚭ N.N.
- Johann Gustav Joachim (* 6. November 1749 in Berlin)
- Maria Wilhelmine Eleonore (* 11. Juni 1753)